# NGC 6979
NGC 6979 is een deel van de supernovarest Sluiernevel in het sterrenbeeld Zwaan. Het hemelobject werd op 7 september 1784 ontdekt door de Duits-Britse astronoom William Herschel.